# 毛柄连蕊茶
毛柄连蕊茶（学名：Camellia fraterna）是山茶科山茶属的植物，为中国的特有植物。分布在大洋洲以及中国大陆的江苏、江西、安徽、浙江、福建等地，生长于海拔100米至1,200米的地区，多生在林缘灌丛、林缘、疏林中、山坡、山谷疏林中、溪边灌丛中、山谷、灌丛中或杂木林中，目前尚未由人工引种栽培。

## 异名
- Camellia parvilapidea H. T. Chang